# Вельфо
Вельфо́ (фр. Vellefaux) — коммуна во Франции, находится в регионе Франш-Конте. Департамент — Верхняя Сона. Входит в состав кантона Монбозон. Округ коммуны — Везуль.
Код INSEE коммуны — 70532.

## География
Коммуна расположена приблизительно в 320 км к юго-востоку от Парижа, в 36 км севернее Безансона, в 8 км к югу от Везуля.

## Население
Население коммуны на 2010 год составляло 464 человека.
| 1962 | 1968 | 1975 | 1982 | 1990 | 1999 | 2010 |
| ---- | ---- | ---- | ---- | ---- | ---- | ---- |
| 262  | 275  | 350  | 423  | 487  | 480  | 464  |

## Администрация
| Период | Период | Фамилия        | Партия | Примечания |
| ------ | ------ | -------------- | ------ | ---------- |
| 2001   | 2008   | Бернар Гарре   |        |            |
| 2008   | 2014   | Франсис Пакеле |        |            |

## Экономика
В 2010 году среди 313 человек трудоспособного возраста (15—64 лет) 230 были экономически активными, 83 — неактивными (показатель активности — 73,5 %, в 1999 году было 72,7 %). Из 230 активных жителей работали 222 человека (117 мужчин и 105 женщин), безработных было 8 (1 мужчина и 7 женщин). Среди 83 неактивных 18 человек были учениками или студентами, 41 — пенсионерами, 24 были неактивными по другим причинам.

## Достопримечательности
- Замок Вельфо (XIII век). Исторический памятник с 1989 года[3]